# Critolau de Lícia
Critolau (grec antic: Κριτόλαος, llatí: Critolaus) fou un filòsof peripatètic grec nadiu de Faselis (Lícia). Va estudiar a Atenes amb Aristó de Ceos, a qui va succeir al front de l'escola peripatètica. Va viure fins a 82 anys i hauria mort abans del 111 aC.
Tenia una gran reputació i va ser enviat pels atenesos a Roma el 155 aC amb Carnèades l'acadèmic i Diògenes de Babilònia l'estoic per negociar l'aixecament d'una multa de 500 talents imposada pels romans a Atenes per haver destruït la ciutat d'Oropos. Els ambaixadors van tenir èxit. Cató Licinià era partidari de la seva sortida de Roma al més aviat possible, perquè com a gran orador influïa en els dirigents romans.
Ciceró cita una «balança» de Critolau, on en un platet hi posava els béns de l'ànima i a l'altre les possessions individuals, i creia que la balança s'inclinava sempre cap a la banda de l'ànima. Aulus Gel·li el cita diverses vegades: diu que Critolau parlava de manera elegant i polida (scita et teretia) i que defensava que el plaer era dolent i era l'origen d'altres mals, com ara la injustícia, la desídia, la covardia i l'oblit. També deia que Critolau va ser l'autor d'una Història dels ambaixadors de Milet i una altra sobre l'orador Demòstenes. El Pseudo Plutarc diu que va escriure una obra sobre l'Epir i una altra titulada Fenòmens (Φαινόμενα).
Un gramàtic amb el mateix nom és esmentat a l'Etymologicum Magnum (un lèxic romà d'Orient de l'any 1150).